# 2017-es AFC-bajnokok ligája
A 2017-es AFC-bajnokok ligája volt a legrangosabb ázsiai nemzetközi labdarúgókupa, mely jelenlegi nevén 15., jogelődjeivel együttvéve pedig 36. alkalommal került kiírásra.
A címvédő a dél-koreai Jeonbuk Hyundai Motors volt. A bajnoki trófeát a japán Urava Red Diamonds szerezte meg, a kupa történetében második alkalommal.

## Csapatok
A kupába összesen 47 csapat kvalifikált.
| Labdarúgó-szövetség                | Csapat              | Kvalifikálás módja                                                                                |
| ---------------------------------- | ------------------- | ------------------------------------------------------------------------------------------------- |
| Egyesült Arab Emírségek (3 csapat) | Shabab Al-Ahli      | A 2015–16-os egyesült arab emírségekbeli első osztály bajnoka                                     |
| Egyesült Arab Emírségek (3 csapat) | Al-Jazira           | A 2015–16-os egyesült arab emírségekbeli labdarúgókupa győztese                                   |
| Egyesült Arab Emírségek (3 csapat) | El-Ajn              | A 2015–16-os egyesült arab emírségekbeli első osztály ezüstérmese                                 |
| Szaúd-Arábia (3 csapat)            | el-Áhlí             | A 2015–16-os szaúd-arábiai első osztály bajnoka és a 2016-os szaúd-arábiai labdarúgókupa győztese |
| Szaúd-Arábia (3 csapat)            | el-Hilál            | A 2015–16-os szaúd-arábiai első osztály ezüstérmese                                               |
| Szaúd-Arábia (3 csapat)            | et-Távun            | A 2015–16-os szaúd-arábiai első osztály negyedik helyezettje                                      |
| Irán (3 csapat)                    | Esteghlal Khuzestan | A 2015–16-os iráni első osztály bajnoka                                                           |
| Irán (3 csapat)                    | Zob Ahan Esfahan    | A 2015–16-os iráni labdarúgókupa győztese                                                         |
| Irán (3 csapat)                    | Persepolis          | A 2015–16-os iráni első osztály ezüstérmese                                                       |
| Katar (2 csapat)                   | Al-Rayyan           | A 2015–16-os katari első osztály bajnoka                                                          |
| Katar (2 csapat)                   | ed-Duhaíl           | A 2016-os emír-kupa győztese                                                                      |
| Üzbegisztán (1 csapat)             | Lokomotiv Tashkent  | A 2016-os üzbég első osztály bajnoka és a 2016-os üzbég labdarúgókupa győztese                    |

| Labdarúgó-szövetség   | Csapat                   | Kvalifikálás módja                                                                          |
| --------------------- | ------------------------ | ------------------------------------------------------------------------------------------- |
| Dél-Korea (3 csapat)  | Szöul                    | A 2016-os dél-koreai első osztály bajnoka                                                   |
| Dél-Korea (3 csapat)  | Szuvon Samsung Bluewings | A 2016-os dél-koreai labdarúgókupa győztese                                                 |
| Dél-Korea (3 csapat)  | Csedzsu United           | A 2016-os dél-koreai első osztály bronzérmese                                               |
| Japán (3 csapat)      | Kasima Antlers           | A 2016-os japán első osztály bajnoka és a 2016-os japán labdarúgókupa győztese              |
| Japán (3 csapat)      | Urava Red Diamonds       | A 2016-os japán első osztály ezüstérmese                                                    |
| Japán (3 csapat)      | Kavaszaki Frontale       | A 2016-os japán első osztály bronzérmese                                                    |
| Kína (2 csapat)       | Kuangcsou                | A 2016-os kínai első osztály bajnoka és a 2016-os kínai labdarúgókupa győztese              |
| Kína (2 csapat)       | Csiangszu Szuning        | A 2016-os kínai első osztály ezüstérmese                                                    |
| Ausztrália (2 csapat) | Adelaide United          | A 2015–16-os ausztrál első osztály alapszakaszának és egyenes kieséses szakaszának győztese |
| Ausztrália (2 csapat) | Western Sydney Wanderers | A 2015–16-os ausztrál első osztály alapszakaszának második helyezettje                      |
| Thaiföld (1 csapat)   | Muangthong United        | A 2016-os thaiföldi első osztály bajnoka                                                    |
| Hong Kong (1 csapat)  | Eastern                  | A 2015–16-os hongkongi első osztály bajnoka                                                 |

| Labdarúgó-szövetség                | Csapat         | Kvalifikálás módja                                                |
| ---------------------------------- | -------------- | ----------------------------------------------------------------- |
| Egyesült Arab Emírségek (1 csapat) | el-Vahda       | A 2015–16-os egyesült arab emírségekbeli első osztály bronzérmese |
| Szaúd-Arábia (1 csapat)            | el-Fateh       | A 2015–16-os szaúd-arábiai első osztály ötödik helyezettje        |
| Irán (1 csapat)                    | Esteghlal      | A 2015–16-os iráni első osztály bronzérmese                       |
| Katar (2 csapat)                   | El-Dzsais      | A 2015–16-os katari első osztály ezüstérmese                      |
| Katar (2 csapat)                   | Asz-Szadd      | A 2015–16-os katari első osztály bronzérmese                      |
| Üzbegisztán (1 csapat)             | Bunyodkor      | A 2016-os üzbég első osztály ezüstérmese                          |
| Dél-Korea (1 csapat)               | Ulszan Hyundai | A 2016-os dél-koreai első osztály negyedik helyezettje            |
| Japán (1 csapat)                   | Gamba Oszaka   | A 2016-os japán első osztály negyedik helyezettje                 |
| Kína (2 csapat)                    | Shanghai Port  | A 2016-os kínai első osztály bronzérmese                          |
| Kína (2 csapat)                    | Sanghaj Senhua | A 2016-os kínai első osztály negyedik helyezettje                 |

| Labdarúgó-szövetség    | Csapat             | Kvalifikálás módja                                                      |
| ---------------------- | ------------------ | ----------------------------------------------------------------------- |
| Üzbegisztán (1 csapat) | Nasaf              | A 2016-os üzbég első osztály bronzérmese                                |
| Jordánia (1 csapat)    | Al-Wehdat          | A 2015–16-os jordán első osztály bajnoka                                |
| India (1 csapat)       | Bengaluru          | A 2015–16-os indiai első osztály bajnoka                                |
| Bahrein (1 csapat)     | Hidd               | A 2015–16-os bahreini első osztály bajnoka                              |
| Ausztrália (1 csapat)  | Brisbane Roar      | A 2015–16-os ausztrál első osztály alapszakaszának harmadik helyezettje |
| Thaiföld (2 csapat)    | Sukhothai          | A 2016-os thaiföldi labdarúgókupa győztese                              |
| Thaiföld (2 csapat)    | Bangkok United     | A 2016-os thaiföldi első osztály ezüstérmese                            |
| Hong Kong (1 csapat)   | Kitchee            | A 2015–16-os hongkongi szuperkupa győztese                              |
| Vietnám (1 csapat)     | Hanoi              | A 2016-os vietnámi első osztály bajnoka                                 |
| Malajzia (1 csapat)    | Johor Darul Ta'zim | A 2016-os maláj első osztály bajnoka                                    |
| Mianmar (1 csapat)     | Yadanarbon         | A 2016-os mianmari első osztály bajnoka                                 |

| Labdarúgó-szövetség       | Csapat          | Kvalifikálás módja                             |
| ------------------------- | --------------- | ---------------------------------------------- |
| Fülöp-szigetek (1 csapat) | Global          | A 2016-os fülöp-szigeteki első osztály bajnoka |
| Szingapúr (1 csapat)      | Tampines Rovers | A 2016-os szingapúri első osztály ezüstérmese  |

## Selejtezők

### 1. selejtezőkör
| 1. csapat | Eredmény | 2. csapat       |
| --------- | -------- | --------------- |
| Global    | 2–0      | Tampines Rovers |

### 2. selejtezőkör
| 1. csapat | Eredmény | 2. csapat |
| --------- | -------- | --------- |
| Al-Wehdat | 2–1      | Bengaluru |
| Nasaf     | 4–0      | Hidd      |

| 1. csapat      | Eredmény        | 2. csapat          |
| -------------- | --------------- | ------------------ |
| Kitchee        | 3–2 (h.u.)      | Hanoi              |
| Bangkok United | 1–1 (bünt. 4–5) | Johor Darul Ta'zim |
| Sukhothai      | 5–0             | Yadanarbon         |
| Brisbane Roar  | 6–0             | Global             |

### Rájátszás
| 1. csapat | Eredmény        | 2. csapat |
| --------- | --------------- | --------- |
| el-Vahda  | 3–0             | Al-Wehdat |
| el-Fateh  | 1–0             | Nasaf     |
| Esteghlal | 0–0 (bünt. 4–3) | Asz-Szadd |
| El-Dzsais | 0–0 (bünt. 1–3) | Bunyodkor |

| 1. csapat      | Eredmény        | 2. csapat          |
| -------------- | --------------- | ------------------ |
| Ulszan Hyundai | 1–1 (bünt. 4–3) | Kitchee            |
| Gamba Oszaka   | 3–0             | Johor Darul Ta'zim |
| Shanghai Port  | 3–0             | Sukhothai          |
| Sanghaj Senhua | 0–2             | Brisbane Roar      |

## Csoportkör

### A csoport
| Hely. | Csapat             | M | Gy | D | V | G+ | G– | Gk | P  | Továbbjutás vagy kiesés       |     | SAA | EST | ETT | LOT |
| ----- | ------------------ | - | -- | - | - | -- | -- | -- | -- | ----------------------------- | --- | --- | --- | --- | --- |
| 1.    | Shabab Al-Ahli     | 6 | 3  | 2 | 1 | 10 | 5  | +5 | 11 | Továbbjutott a nyolcaddöntőbe |     | —   | 2–1 | 0–0 | 4–0 |
| 2.    | Esteghlal          | 6 | 3  | 2 | 1 | 10 | 5  | +5 | 11 | Továbbjutott a nyolcaddöntőbe |     | 1–1 | —   | 3–0 | 2–0 |
| 3.    | et-Távun           | 6 | 1  | 2 | 3 | 7  | 12 | −5 | 5  |                               |     | 1–3 | 1–2 | —   | 1–0 |
| 4.    | Lokomotiv Tashkent | 6 | 1  | 2 | 3 | 7  | 12 | −5 | 5  |                               | 2–0 | 1–1 | 4–4 | —   |     |

### B csoport
| Hely. | Csapat              | M | Gy | D | V | G+ | G– | Gk | P  | Továbbjutás vagy kiesés       |     | ALD | ESK | ELF | ALJ |
| ----- | ------------------- | - | -- | - | - | -- | -- | -- | -- | ----------------------------- | --- | --- | --- | --- | --- |
| 1.    | ed-Duhaíl           | 6 | 4  | 2 | 0 | 15 | 6  | +9 | 14 | Továbbjutott a nyolcaddöntőbe |     | —   | 2–1 | 4–1 | 3–0 |
| 2.    | Esteghlal Khuzestan | 6 | 2  | 3 | 1 | 6  | 5  | +1 | 9  | Továbbjutott a nyolcaddöntőbe |     | 1–1 | —   | 1–0 | 1–1 |
| 3.    | el-Fateh            | 6 | 1  | 3 | 2 | 7  | 9  | −2 | 6  |                               |     | 2–2 | 1–1 | —   | 3–1 |
| 4.    | Al-Jazira           | 6 | 0  | 2 | 4 | 3  | 11 | −8 | 2  |                               | 1–3 | 0–1 | 0–0 | —   |     |

### C csoport
| Hely. | Csapat           | M | Gy | D | V | G+ | G– | Gk | P  | Továbbjutás vagy kiesés       |     | ELA | ALA | ZAE | BUN |
| ----- | ---------------- | - | -- | - | - | -- | -- | -- | -- | ----------------------------- | --- | --- | --- | --- | --- |
| 1.    | El-Ajn           | 6 | 3  | 3 | 0 | 14 | 7  | +7 | 12 | Továbbjutott a nyolcaddöntőbe |     | —   | 2–2 | 1–1 | 3–0 |
| 2.    | el-Áhlí          | 6 | 3  | 2 | 1 | 10 | 7  | +3 | 11 | Továbbjutott a nyolcaddöntőbe |     | 2–2 | —   | 2–0 | 2–0 |
| 3.    | Zob Ahan Esfahan | 6 | 2  | 1 | 3 | 6  | 9  | −3 | 7  |                               |     | 0–3 | 1–2 | —   | 2–1 |
| 4.    | Bunyodkor        | 6 | 1  | 0 | 5 | 5  | 12 | −7 | 3  |                               | 2–3 | 2–0 | 0–2 | —   |     |

### D csoport
| Hely. | Csapat     | M | Gy | D | V | G+ | G– | Gk | P  | Továbbjutás vagy kiesés       |     | ELH | PER | ALR | ALV |
| ----- | ---------- | - | -- | - | - | -- | -- | -- | -- | ----------------------------- | --- | --- | --- | --- | --- |
| 1.    | el-Hilál   | 6 | 3  | 3 | 0 | 10 | 7  | +3 | 12 | Továbbjutott a nyolcaddöntőbe |     | —   | 0–0 | 2–1 | 1–0 |
| 2.    | Persepolis | 6 | 2  | 3 | 1 | 9  | 8  | +1 | 9  | Továbbjutott a nyolcaddöntőbe |     | 1–1 | —   | 0–0 | 4–2 |
| 3.    | Al-Rayyan  | 6 | 2  | 1 | 3 | 10 | 13 | −3 | 7  |                               |     | 3–4 | 3–1 | —   | 2–1 |
| 4.    | el-Vahda   | 6 | 1  | 1 | 4 | 12 | 13 | −1 | 4  |                               | 2–2 | 2–3 | 5–1 | —   |     |

### E csoport
| Hely. | Csapat            | M | Gy | D | V | G+ | G– | Gk  | P  | Továbbjutás vagy kiesés       |     | KAA | MUU | ULH | BRR |
| ----- | ----------------- | - | -- | - | - | -- | -- | --- | -- | ----------------------------- | --- | --- | --- | --- | --- |
| 1.    | Kasima Antlers    | 6 | 4  | 0 | 2 | 13 | 5  | +8  | 12 | Továbbjutott a nyolcaddöntőbe |     | —   | 2–1 | 2–0 | 3–0 |
| 2.    | Muangthong United | 6 | 3  | 2 | 1 | 7  | 3  | +4  | 11 | Továbbjutott a nyolcaddöntőbe |     | 2–1 | —   | 1–0 | 3–0 |
| 3.    | Ulszan Hyundai    | 6 | 2  | 1 | 3 | 9  | 9  | 0   | 7  |                               |     | 0–4 | 0–0 | —   | 6–0 |
| 4.    | Brisbane Roar     | 6 | 1  | 1 | 4 | 4  | 16 | −12 | 4  |                               | 2–1 | 0–0 | 2–3 | —   |     |

### F csoport
| Hely. | Csapat                   | M | Gy | D | V | G+ | G– | Gk  | P  | Továbbjutás vagy kiesés       |     | URD | SHP | SZÖ | WSW |
| ----- | ------------------------ | - | -- | - | - | -- | -- | --- | -- | ----------------------------- | --- | --- | --- | --- | --- |
| 1.    | Urava Red Diamonds       | 6 | 4  | 0 | 2 | 18 | 7  | +11 | 12 | Továbbjutott a nyolcaddöntőbe |     | —   | 1–0 | 5–2 | 6–1 |
| 2.    | Shanghai Port            | 6 | 4  | 0 | 2 | 15 | 9  | +6  | 12 | Továbbjutott a nyolcaddöntőbe |     | 3–2 | —   | 4–2 | 5–1 |
| 3.    | Szöul                    | 6 | 2  | 0 | 4 | 10 | 15 | −5  | 6  |                               |     | 1–0 | 0–1 | —   | 2–3 |
| 4.    | Western Sydney Wanderers | 6 | 2  | 0 | 4 | 10 | 22 | −12 | 6  |                               | 0–4 | 3–2 | 2–3 | —   |     |

### G csoport
| Hely. | Csapat                   | M | Gy | D | V | G+ | G– | Gk  | P  | Továbbjutás vagy kiesés       |     | KAF | KUA | SSB | EAS |
| ----- | ------------------------ | - | -- | - | - | -- | -- | --- | -- | ----------------------------- | --- | --- | --- | --- | --- |
| 1.    | Kavaszaki Frontale       | 6 | 2  | 4 | 0 | 8  | 3  | +5  | 10 | Továbbjutott a nyolcaddöntőbe |     | —   | 0–0 | 1–1 | 4–0 |
| 2.    | Kuangcsou                | 6 | 2  | 4 | 0 | 18 | 5  | +13 | 10 | Továbbjutott a nyolcaddöntőbe |     | 1–1 | —   | 2–2 | 7–0 |
| 3.    | Szuvon Samsung Bluewings | 6 | 2  | 3 | 1 | 11 | 6  | +5  | 9  |                               |     | 0–1 | 2–2 | —   | 5–0 |
| 4.    | Eastern                  | 6 | 0  | 1 | 5 | 1  | 24 | −23 | 1  |                               | 1–1 | 0–6 | 0–1 | —   |     |

### H csoport
| Hely. | Csapat            | M | Gy | D | V | G+ | G– | Gk | P  | Továbbjutás vagy kiesés       |     | CSS | CSU | ADU | GAO |
| ----- | ----------------- | - | -- | - | - | -- | -- | -- | -- | ----------------------------- | --- | --- | --- | --- | --- |
| 1.    | Csiangszu Szuning | 6 | 5  | 0 | 1 | 9  | 3  | +6 | 15 | Továbbjutott a nyolcaddöntőbe |     | —   | 1–2 | 2–1 | 3–0 |
| 2.    | Csedzsu United    | 6 | 3  | 1 | 2 | 12 | 9  | +3 | 10 | Továbbjutott a nyolcaddöntőbe |     | 0–1 | —   | 1–3 | 2–0 |
| 3.    | Adelaide United   | 6 | 1  | 2 | 3 | 10 | 13 | −3 | 5  |                               |     | 0–1 | 3–3 | —   | 0–3 |
| 4.    | Gamba Oszaka      | 6 | 1  | 1 | 4 | 7  | 13 | −6 | 4  |                               | 0–1 | 1–4 | 3–3 | —   |     |

## Egyenes kieséses szakasz

### Nyolcaddöntő
| 1. csapat           | Össz. | 2. csapat      | 1. mérk. | 2. mérk. |
| ------------------- | ----- | -------------- | -------- | -------- |
| Esteghlal           | 2–6   | El-Ajn         | 1–0      | 1–6      |
| el-Áhlí             | 4–2   | Shabab Al-Ahli | 1–1      | 3–1      |
| Esteghlal Khuzestan | 2–4   | el-Hilál       | 1–2      | 1–2      |
| Persepolis          | 1–0   | ed-Duhaíl      | 0–0      | 1–0      |

| 1. csapat         | Össz.        | 2. csapat          | 1. mérk. | 2. mérk.   |
| ----------------- | ------------ | ------------------ | -------- | ---------- |
| Muangthong United | 2–7          | Kavaszaki Frontale | 1–3      | 1–4        |
| Kuangcsou         | 2–2 (i.l.g.) | Kasima Antlers     | 1–0      | 1–2        |
| Shanghai Port     | 5–3          | Csiangszu Szuning  | 2–1      | 3–2        |
| Csedzsu United    | 2–3          | Urava Red Diamonds | 2–0      | 0–3 (h.u.) |

- (i.l.g.) – idegenben lőtt gólokkal

### Negyeddöntő
| 1. csapat  | Össz. | 2. csapat | 1. mérk. | 2. mérk. |
| ---------- | ----- | --------- | -------- | -------- |
| El-Ajn     | 0–3   | el-Hilál  | 0–0      | 0–3      |
| Persepolis | 5–3   | el-Áhlí   | 2–2      | 3–1      |

| 1. csapat          | Össz.           | 2. csapat          | 1. mérk. | 2. mérk.   |
| ------------------ | --------------- | ------------------ | -------- | ---------- |
| Shanghai Port      | 5–5 (bünt. 5–4) | Kuangcsou          | 4–0      | 1–5 (h.u.) |
| Kavaszaki Frontale | 4–5             | Urava Red Diamonds | 3–1      | 1–4        |

### Elődöntő
| 1. csapat | Össz. | 2. csapat  | 1. mérk. | 2. mérk. |
| --------- | ----- | ---------- | -------- | -------- |
| el-Hilál  | 6–2   | Persepolis | 4–0      | 2–2      |

| 1. csapat     | Össz. | 2. csapat          | 1. mérk. | 2. mérk. |
| ------------- | ----- | ------------------ | -------- | -------- |
| Shanghai Port | 1–2   | Urava Red Diamonds | 1–1      | 0–1      |

### Döntő
| 2017. november 18. 19:15 UTC+3 |

| el-Hilál    | 1–1 | Urava Red Diamonds |
| ----------- | --- | ------------------ |
| Khribin 37' |     | Silva 7'           |

| Fahd Király Nemzetközi Stadion, Rijád, Szaúd-Arábia Nézőszám: 59 136 Játékvezető: Adham Makhadmeh (Jordánia) |

| 2017. november 25. 19:15 UTC+9 |

| Urava Red Diamonds | 1–0 | el-Hilál |
| ------------------ | --- | -------- |
| Silva 88'          |     |          |

| Szaitama Stadion 2002, Szaitama, Japán Nézőszám: 57 727 Játékvezető: Ravshan Ermatov (Üzbegisztán) |

A japán Urava Red Diamonds csapata győzött 2–1-es összesítéssel.

## Góllövőlista
| Helyezés | Játékos            | Csapat             | Gólok |
| -------- | ------------------ | ------------------ | ----- |
| 1        | Omar Khribin       | el-Hilál           | 10    |
| 2        | Hulk               | Shanghai Port      | 9     |
| 2        | Rafael Silva       | Urava Red Diamonds | 9     |
| 4        | Omar Abd ar-Rahmán | El-Ajn             | 7     |
| 4        | Alan               | Kuangcsou          | 7     |
| 4        | Carlos Eduardo     | el-Hilál           | 7     |
| 4        | Ricardo Goulart    | Kuangcsou          | 7     |
| 4        | Mehdi Táremi       | Persepolis         | 7     |